# Michael Clapp
Michael Clapp es un militar británico. A Clapp se le dio el mando de la Fuerza de Tareas Anfibias y tuvo la tarea de seleccionar una zona de desembarco adecuado de las tropas británicas en tierra con seguridad. Él seleccionó aguas del Puerto San Carlos como el lugar más adecuado y realizó un desembarco anfibio eficiente comandando luego el Combate de San Carlos.

## Carrera militar
Clapp se unió a la Royal Navy en 1950 en el Marlborough College. Como guardiamarina, sirvió en el Lejano Oriente durante la campaña de Corea. En 1954 fue director de subir la captura de un caique corriendo armas en Chipre. En 1955, fue nombrado como n.º 1 del Curso de Observadores, esperando especializarse en la guerra antisubmarina. Su primer vuelo operacional fue, sin embargo, con el 849 Escuadrón Aerotransportado de Alerta Temprana. En 1959, después de una serie de cursos de vuelo, se lo envió a Ferranti Ltd para ayudar en la prueba de vuelo del sistema de armas para el Mk 1 Buccaneer finalmente se unió al Vuelo 700 Z, la Unidad Intensiva de ensayos de vuelos.
En 1962, fue el Observador principal del Escuadrón 801, entonces el primer operador Mc 1 escuadrón Buccaner. Se embarcó en el HMS Ark Royal y HMS Victorious y navegó para las pruebas de Extremo Oriente y tropicales y volvió en enero de 1964. Regresó al Lejano Oriente para comandar el HMS Puncheston, un dragaminas, durante la confrontación con Indonesia. Luego fue mencionado.
A finales de 1965 tomó el mando del Escuadrón 801 ahora equipados con el Mk Buccaneer 2. El Escuadrón de nuevo se embarcó en el HMS Victorious y navegó para las pruebas de Extremo Oriente y la zona tropical.
Después de una breve estancia en el establecimiento de Guerra Conjunta, que tenía dos órdenes de barcos, el HMS Jaguar y HMS Leander. También realizó dos giras en el Estado Mayor Naval del Ministerio de Defensa y uno como el oficial ejecutivo del HMS Norfolk  para completar los ensayos con el misil Exocet en Toulon. Más tarde fue director Naval del Estado Mayor Conjunto de Formación Marítima Operacional.

### Guerra de Malvinas
En 1981 fue nombrado Comodoro de Guerra Anfibia y ordenó el desembarco y operaciones costeras en el conflicto de las Malvinas en 1982, por la que se le condecoró un CB.

## Pos carrera militar
Se retiró en 1983 a Devon donde se convirtió en un corredor de bolsa y vive con su esposa. Tienen tres hijos. El retiro final navegó hacia el Caribe y hacia atrás en su yate de 28 pies.